# Deva Victrix
Deva Victrix, conosciuta anche come Castra Devana o, più semplicemente, Deva dal fiume che scorreva accanto ad essa e che i Romani chiamavano Deva ed oggi gli Scozzesi Dee, era una fortezza legionaria romana ed una città della provincia di Britannia. L'insediamento diede poi vita a Chester, capoluogo della contea del Cheshire. La fortezza venne costruita inizialmente dalla II legione Adiutrix negli anni settanta del I secolo d.C., quando i Romani avanzarono a nord contro i Briganti, un potente popolo britannico. L'edificazione venne completata alcuni anni dopo dalla XX legione Valeria Victrix.
Molti fattori, come la presenza di un edificio ellittico, unico nelle fortezze legionarie, il metodo di costruzione e l'insolita dimensione del forte (più grande del 20% rispetto alla maggior parte degli altri forti in Britannia), suggeriscono che possa essere stata la base per una potenziale invasione dell'Irlanda, e forse una capitale della Britannia. Alla fine del I secolo, quando venne raggiunto dalla XX legione, il forte venne ricostruito in pietra, e subì una seconda ricostruzione nei primi anni del III secolo. Probabilmente la legione vi rimase fino all'inizio del V secolo, quando la Britannia venne abbandonata dai Romani.
Un insediamento civile (in latino canabae) crebbe attorno al forte, e fu uno dei motivi per cui venne edificato un anfiteatro a sud-est del luogo, mentre la città all'esterno del forte rimase, fino a diventare l'odierna Chester. Nei dintorni di Deva c'erano altri insediamenti, come le attuali Broughton, da dove iniziava l'acquedotto, e Handbridge, dove c'erano una cava di arenaria ed un santuario di Minerva, l'unico luogo di culto romano scavato nella roccia sopravvissuto in Gran Bretagna.

## Storia

### Fondazione

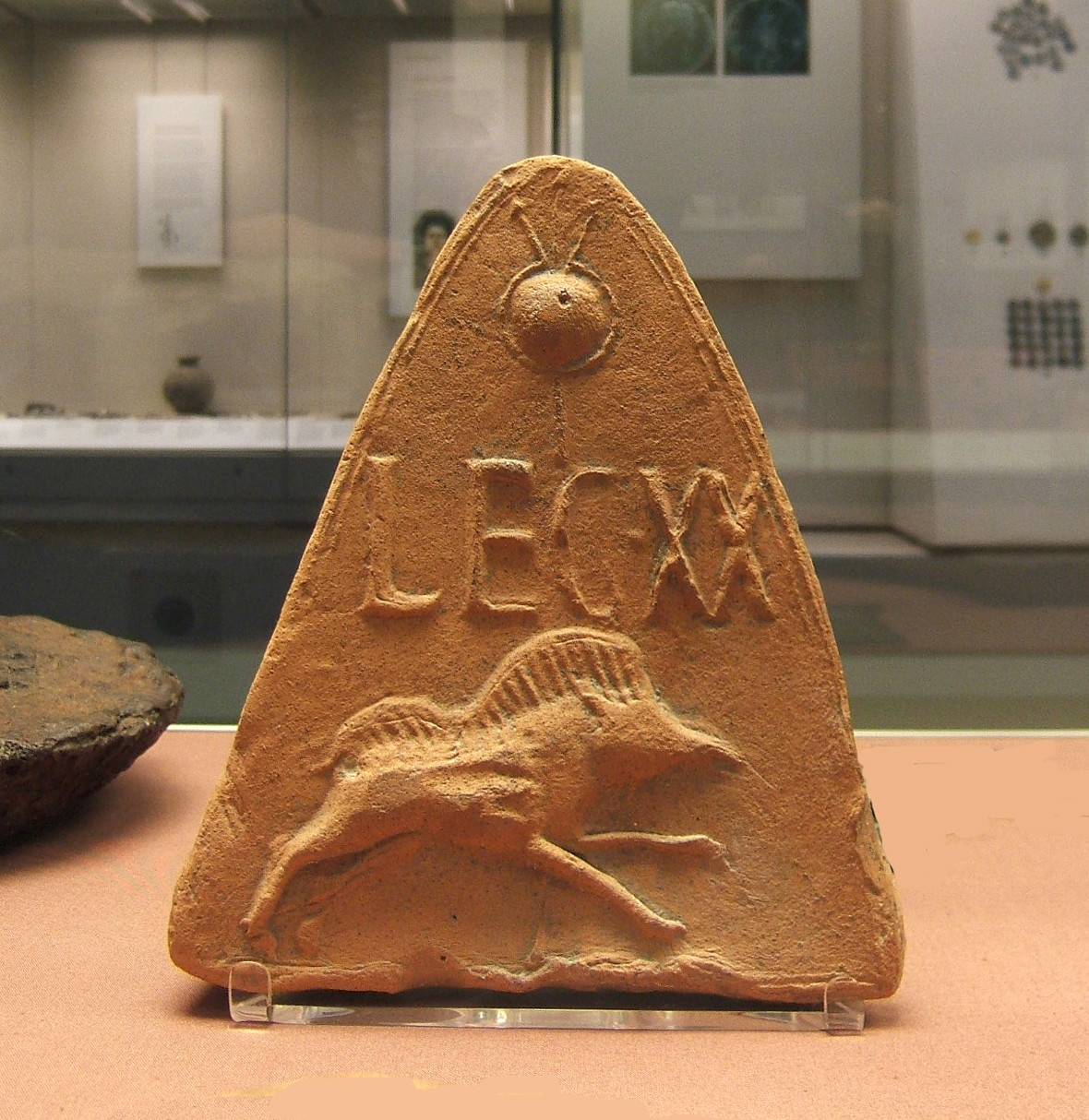
Antefissa in terracotta che mostra le insegne della XX legione, rinvenuta a Holt, in Galles

Secondo il geografo del I-II secolo Tolomeo, Deva sorgeva nelle terre del popolo britannico dei Cornovi, insediati nel nord del Galles, come è testimoniato dalla Cosmografia ravennate e dall'Itinerario antonino (negli itera II e XI). Quando all'epoca di Vespasiano gli sforzi diplomatici romani con i Briganti, gli abitanti della Britannia centro-settentrionale, fallirono, i Romani decisero che l'unico modo per ottenere una pace stabile fosse di occupare militarmente la regione. La campagna fu inizialmente affidata a Sesto Giulio Frontino, e poi a Gneo Giulio Agricola. La loro avanzata fece sì che ai Romani fosse necessaria una nuova base operativa per il nord dell'isola; il sito di Deva era l'ideale: era accessibile dal mare attraverso il fiume Deva (oggi Dee) ed era nella regione dei Cornovi, tra il territorio dei Briganti e quello degli Ordovici. La II legione Adiutrix venne dislocata sul luogo nel 75 circa con l'ordine di erigere un accampamento permanente.
Il forte nacque probabilmente dove era già ubicato un accampamento temporaneo del governatore Publio Ostorio Scapula, quando combatté contro i Deceangli, un popolo britannico della zona, nel 47-48 d.C. L'accampamento era collocato su una scogliera sabbiosa che dominava il ponte romano che era stato costruito vicino alla piccola baia, mentre una curva del Dee proteggeva tutto il lato orientale del forte. Il fiume era navigabile fino alla scogliera, che era presidiata dall'accampamento. Il fabbisogno d'acqua quotidiano del forte era di circa 2.400.000 litri, forniti dall'acquedotto che li prelevava direttamente da una sorgente situata a poco più di un chilometro e mezzo a est del forte.

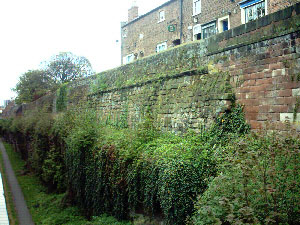
Una sezione della muraglia originaria, vista dalla porta settentrionale.

Dei lingotti di piombo risalenti al 74 ritrovati a Chester potrebbero indicare che l'acquedotto era all'epoca ancora in costruzione. I primi edifici, dovendo costruire in fretta l'avamposto, erano in legno, ma vennero poi rimpiazzati da altri in arenaria locale. La difesa della postazione era assicurata da un vallo alto sei metri con un fossato profondo un metro e mezzo e largo tre metri.
Il forte di Deva era costruito secondo il classico schema romano: rettangolare con gli angoli arrotondati e quattro porte di ingresso in corrispondenza dei punti cardinali. La superficie era di 25 ettari, il che ne faceva il più grande della provincia di Britannia. La fortezza conteneva camerate, granai (horrea), quartieri militari lunghi 83 metri e larghi 12, bagni ed uno strano edificio ovale che potrebbe essere stato il quartier generale del governatore di Britannia. Due lapidi di epoca sconosciuta citano la II legione Augusta, forse stanziata nel forte per breve tempo.
Il nome Deva viene dal fiume lungo il quale sorgeva la città (che forse a sua volta prendeva il nome da una divinità britannica), mentre Victrix deriverebbe dal titolo della XX legione Valeria Victrix, parola che in latino significa vittoriosa; l'attuale nome di Chester deriva invece dal termine latino castrum (accampamento), che, entrato nella lingua anglosassone, diede origine a tutte le città con il suffisso -chester e -caster, vecchi forti romani.

### Sotto la XX legioneValeria Victrix

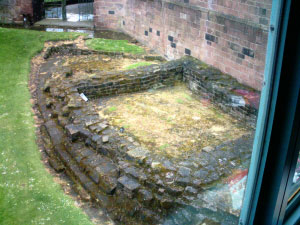
Basamento della torre angolare romana di sud-est, una delle 22 costruite dalla XX legione.

Nell'88 l'imperatore Domiziano assegnò la II legione Adiutrix al Danubio e fece venire a Deva la XX legione Valeria Victrix, che si trovava in Britannia già all'epoca dell'invasione di Claudio del 43 a.C. ed aveva contribuito a fermare la rivolta di Boudicca nel 61. La legione abbandonò il forte di Pinnata Castra, in Scozia centrale. Al loro arrivo, i legionari ristrutturarono il forte sostituendo tutti gli edifici in legno in edifici in pietra. Aumentarono lo spessore della muraglia di più di un metro ed aggiunsero 22 torri di 6,5 metri di lato alla cinta muraria, ad una distanza l'una dall'altra di circa 66 metri. Il fossato fu ampliato fino a raggiungere la profondità di 2,5 metri e la larghezza di 7,5 metri.
Sempre in età flavia venne costruita la Via Devana, che univa da sud Deva a Camulodunum (l'odierna Colchester), mentre un'altra strada secondaria attraversava Deva da est ad ovest.

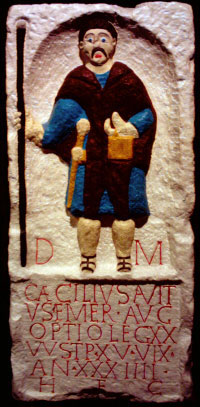
Lapide funeraria romana dalla tomba dell'optio Cecilio Avito, della XX legione

Durante il II secolo d.C., una parte della XX legione prese parte alla costruzione del Vallo di Adriano, così una parte delle fortificazioni di Deva cadde in rovina o in abbandono. Nel 196 la legione venne trasferita in Gallia, lasciando Deva priva di guarnigione.
All'inizio del III secolo, a causa della rivolta degli Ordovici e dei Deceangli, Settimio Severo fece ricostruire e potenziare il forte ed una linea difensiva che proteggesse Deva dalle loro incursioni, il cosiddetto vallo di Wat, anche se secondo Gildas e Beda la città in questione (da loro chiamata la città delle legioni) non era Deva, ma Caerleon. Nel corso del IV secolo la guarnigione di legionari venne diminuita, come nel resto dell'impero.

### Declino e abbandono
Nella seconda metà del IV secolo ancora gran parte degli edifici principali del forte erano in uso, ad eccezione degli alloggi dei legionari. Fino al 383 i soldati furono pagati con il denaro delle casse imperiali, ma in seguito la guarnigione venne forse rimossa da Magno Massimo, quando invase la Gallia pochi mesi dopo. Nella Notitia Dignitatum, scritta intorno al 395, non è iscritta alcuna guarnigione militare a Deva, quindi non ci furono probabilmente più sostituzioni per i soldati partiti il decennio prima. Se la fortezza fu di nuovo usata dai Romani, ciò non durò oltre il 410, anno in cui la Britannia venne lasciata a sé stessa da parte dell'imperatore d'occidente Onorio. Con ogni probabilità il forte venne ancora usato dalla popolazione per rifugiarsi durante le incursioni dei pirati irlandesi.
Deva fu ancora abitata dopo la partenza delle legioni, anche se meno di prima: molti degli edifici andarono in rovina e, se ne abbiamo alcuni ancora oggi, è stato solo per la loro resistenza al tempo. Nonostante ciò Deva rimase ancora per qualche tempo il centro primario della regione. Dopo l'arrivo degli Anglosassoni la città venne chiamata Legacaestir, che significa città delle legioni. I redattori di cronache medievali credevano che la chiesa dei Santi Pietro e Paolo (sito della futura cattedrale di Chester) avesse origini romane, ma oggi non ci sono prove di tale origine. Quando Chester divenne una città anglosassone, nel 907, le muraglie vennero restaurate, mentre un gran numero di edifici romani venne smantellato per recuperare il materiale di costruzione.
Nel XIV secolo Ranulf Higdon, un monaco di Chester, descrisse alcuni resti romani, inclusi i santuari ed alcune lapidi tombali. Gli antiquari cominciarono così ad interessarsi al luogo fino al XVIII secolo, spinti da narrazioni e ritrovamenti, come quello dell'altare di Giove Tanarus (il dio celtico Taranis romanizzato). Nel 1725 William Stukeley scrisse a proposito delle arcate romane della porta orientale, che furono demolite nel 1768. Durante il secolo successivo le scoperte casuali continuarono, fino al ritrovamento dei bagni pubblici della città, andati persi anche loro alla fine del Settecento. La Società Archeologica di Chester, fondata nel 1849, si occupò di acquistare i manufatti ritrovati e di intraprendere scavi dove possibile; il museo Grosvenor, il museo della Società che esponeva i reperti di Deva, aprì nel 1886, mentre la Società continuò la propria attività. Tra il 1962 ed il 1999 vennero compiuti una cinquantina di scavi sia dentro che fuori dall'area del forte, rivelando sempre più informazioni sull'antica Deva. Dal 2007 si stanno compiendo degli scavi nei pressi dell'anfiteatro con il patrocinio del comune di Chester e dell'English Heritage.

## Archeologia del sito

### Canabae legionis
Gradualmente un insediamento civile (canabae legionis) sorse attorno al forte che, avendo bisogno di molti prodotti, attirò sempre più commercianti ed artigiani. La cittadina non era amministrata dalla legione, ma probabilmente si gestiva in modo autonomo. Quando i legionari si congedavano era facile che decidessero di abitare nelle canabae, trasformandole a poco a poco in una colonia di veterani e prendendo mogli tra le donne locali. I cimiteri si estendevano lungo le strade oltre la città. Nel museo Grosvenor ci sono attualmente oltre 150 lapidi tombali, la più grande raccolta di steli da un singolo sito di Gran Bretagna; molte di queste vennero usate per riparare i varchi nella parte settentrionale della muraglia durante il IV secolo. La città si estendeva attorno alla fortezza a est, sud e ovest, e le botteghe continuavano sulla strada fino ad una distanza di 300 metri dalle mura della fortezza. Subito a est del forte c'era il campo di addestramento della legione, ad ovest c'erano i bagni usati dai civili, e a sud c'era la mansio, un edificio in cui giungevano le missive e si eseguiva il cambio di cavallo dei tabellarii, i corrieri romani. Anche i primi edifici delle canabae erano in legno, ma vennero ricostruiti in muratura nel corso del II secolo. L'insediamento si espanse per i due secoli successivi all'arrivo dei primi abitanti. Quando la legione abbandonò il campo gli edifici militari vennero riconvertiti o abbattuti per far spazio a nuove case.

### Bagni del forte

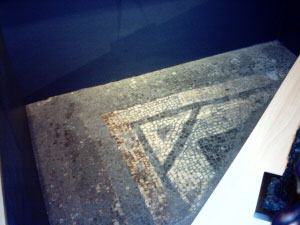
Un esempio dei mosaici pavimentali dei bagni

Deva aveva un grande complesso termale per i legionari, sia per la loro igiene che per lo svago. I bagni erano situati vicino alla porta sud del forte e misuravano 83 x 86 metri di lato. Vennero completati verso la fine dell'impero di Vespasiano, ed erano costruiti in calcestruzzo rivestito di pietra. Le mura erano spesse più di un metro, mentre le volte a botte superavano di poco i 16 metri.
Il complesso presentava un ingresso monumentale (vestibulum), una sala per gli esercizi ginnici (basilica thermarum), una sauna (sudatorium), una sala con una grande piscina di acqua fredda (frigidarium), una sala con acqua tiepida (tepidarium) ed un ambiente con condotti che portavano acqua calda ad una vasca (calidarium). All'esterno dei bagni c'era uno spazio aperto per la ginnastica (palaestra). I pavimenti dei bagni erano decorati con mosaici ed il calidarium era riscaldato tramite tre grandi fornaci, che richiedevano una grandissima quantità di legname.
I bagni funzionavano a tutte le ore del giorno senza pausa, ed impiegavano quotidianamente 850000 litri d'acqua. L'acqua era prelevata dall'acquedotto cittadino grazie a tubature di piombo che correvano sottoterra, ed era immagazzinata in grandi serbatoi prima di essere immessa nei vari ambienti dei bagni.
Una grande porzione dei bagni venne distrutta da un complesso di case nel 1863, mentre un secolo più tardi altre porzioni vennero abbattute per la costruzione di un centro commerciale. Le colonne in arenaria della palestra, con un diametro di 75 cm ed un'altezza di 6 metri, sono ora visibili nei "Roman Gardens" di Pepper Street. Una parte dell'ipocausto può essere scorta dietro una grata al numero 39 di Bridge Street.

### La cava romana

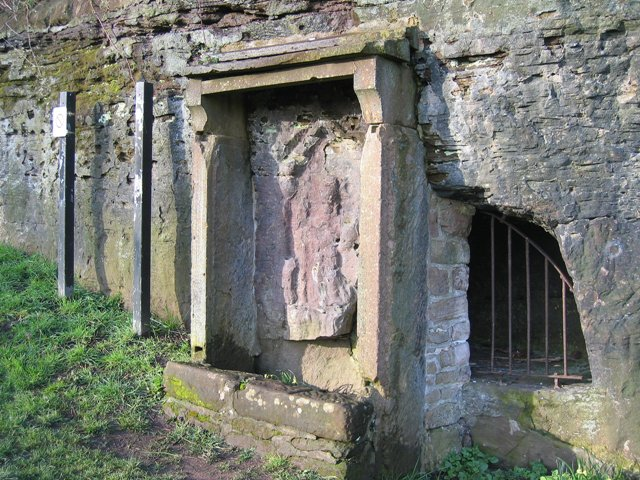
L'ingresso del santuario di Minerva

Quasi tutti gli edifici di Deva vennero costruiti in pietra locale, soprattutto arenaria, che veniva estratta da una cava a sud della città, nella zona della cittadina di Handbridge, dove esistono ancora tracce dell'uso romano. Nel II secolo venne scavato nella roccia un santuario di Minerva, perché gli operai che lavoravano lì fossero protetti dalla divinità. Nonostante il clima sfavorevole alla conservazione, si può ancora oggi vedere un bassorilievo di Minerva, che impugna una lancia ed ha un gufo sulla spalla sinistra. C'è anche traccia di un altare decorato, su cui venivano probabilmente lasciate le offerte. Il santuario rupestre è per il momento l'unico presente in Gran Bretagna di quel genere.

### Culti
A Deva, oltre al santuario di Minerva, erano presenti diversi edifici di culto, in particolare altari (ne sono stati rinvenuti 18), un gran numero dei quali erano dedicati ai geni tutelari delle legioni o di particolari centurie. Altri altari furono consacrati agli dei Giove, Minerva, Marte, Esculapio, Fortuna e Nemesi; sono stati ritrovati anche degli altari dedicati al culto degli imperatori divinizzati come Augusto (tre altari), Adriano e Settimio Severo. Ci sono anche due altari dedicati a divinità locali come Tanaros, un dio associato a Giove e forse affine al celtico Taranis, e a ninfe indigene.
Non ci sono tracce di templi, anche se alcuni storici sospettano che la cattedrale di Chester sorga, come molte chiese antiche, sui resti di un antico tempio.

### Anfiteatro

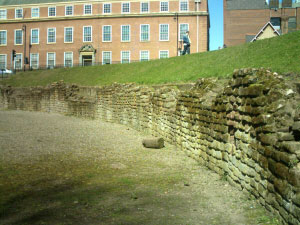
L'anfiteatro romano di Chester

L'anfiteatro fu scoperto nel 1929 e venne subito protetto dalla Società Archeologica di Chester, con l'aiuto del primo ministro Ramsay MacDonald, dal momento che una strada doveva essere costruita sulla zona. Gli scavi portarono alla luce tracce della presenza di un'occupazione del I secolo a.C. e mostrarono che l'anfiteatro aveva avuto due fasi di costruzione. La prima arena, costruita in legno assieme alla fortezza, misurava 75 metri di lunghezza per 67 di larghezza. Molti dettagli mostrano che il primo anfiteatro doveva essere solo temporaneo, come indicano il fatto che non subì mai riparazioni e che aveva delle fondamenta poco profonde (poco più di 0,5 metri). Una nuova arena in pietra venne eretta nel periodo della dinastia Flavia, larga 98 metri e lunga 87. L'arena venne poi ampliata, ma solo limitatamente agli spalti. Gli ultimi scavi fanno capire che si trattava di una struttura a due piani (per un totale di 12 metri) in grado di ospitare dagli 8.000 ai 10.000 spettatori, fatto che lo rendeva il più grande di Britannia. Le arcate erano tanto deboli che dovevano avere una funzione più decorativa che strutturale. Le sue dimensioni indicano che Deva doveva essere una città molto popolata e con diversi cittadini facoltosi.. Cadde in disuso verso la metà del IV secolo.

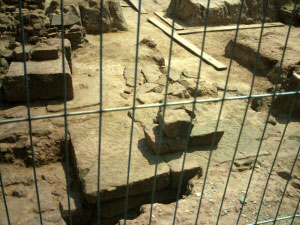
Fondamenta delle gradinate dell'anfiteatro

Nell'anfiteatro si svolgevano diverse rappresentazioni: può essere stato usato dai primi legionari per i loro allenamenti, ma ospitò anche spettacoli acrobatici e gladiatori.
Nel 1738 venne ritrovata parte di un fregio in ardesia che rappresentava un retiarius, risalente forse al II secolo che probabilmente ornava la tomba di un gladiatore. Tra gli altri ritrovamenti vi sono la statuetta di bronzo di un gladiatore, frammenti di una tazza decorate con scene di combattimenti tra gladiatori ed un'impugnatura di gladio. Molte delle pietre dell'arena vennero usate per costruire la St John the Baptist's Church ed il monastero St Mary.
Oggi l'anfiteatro è gestito dall'English Heritage, di cui è un monumento classificato di I grado; solo la parte settentrionale è visibile perché quella meridionale è coperta da altri edifici classificati.

### Edificio ellittico

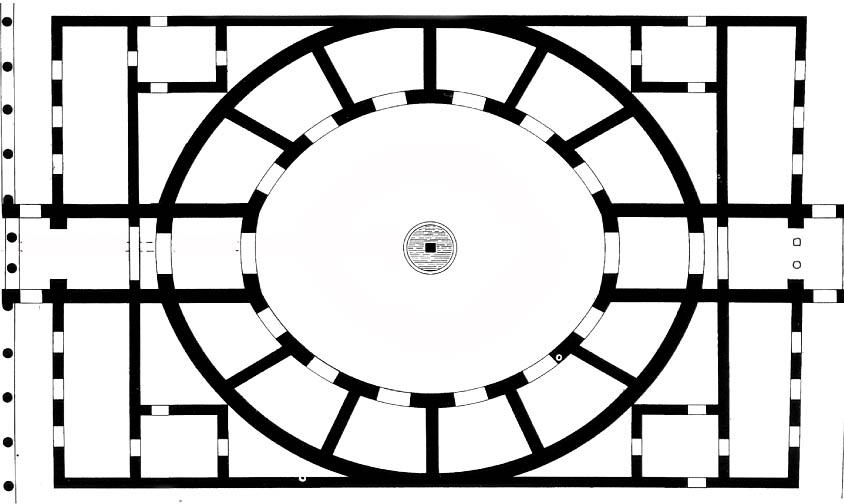
Piantina dell'edificio ellittico nella sua seconda fase

Nel 1939 si scoprirono tracce di un edificio ellittico vicino alla piazza del mercato di Chester, in particolare sezioni di pavimenti e porzioni di mura, diversi da ogni altra costruzione rinvenuta in altri forti romani. L'edificio era ubicato vicino al centro della fortezza, e presentava bagni propri ed una serie di negozi nelle sue vicinanze; la presenza di questi secondi bagni era molto insolita per un forte, che ne aveva generalmente solo uno all'interno. La costruzione iniziò nel 77, ma non si sa se fu terminata; venne tuttavia abbandonata attorno al 90. Fu ricostruita (o portata a termine) solo nel 230, in proporzioni leggermente diverse. L'edificio era largo 52 metri e lungo 31, ed aveva un cortile ovale di 14x9 metri con una fontana al centro e dodici stanze quadrate ai lati. Sono state ritrovate anche tracce delle fondamenta in calcestruzzo della fontana e le annesse tubature in piombo, mentre i 12 ambienti che circondavano il cortile erano preceduti da arcate di ingresso larghe 4 metri ed alte 5,5 metri. Qualcuno ha suggerito che si potesse trattare di una rappresentazione dell'ecumene e che le dodici sale ospitassero le statue dei dodici dei del pantheon romano, ma non ci sono prove a sostenerlo.
La seconda ricostruzione avvenne dopo il 220, come è dimostrato da una moneta dell'imperatore Eliogabalo trovata sotto il lastricato; le dimensioni erano pressoché le stesse, anche se l'apertura dell'ellisse venne aumentata. L'edificio venne distrutto quando si ampliò la piazza del mercato, dopo la partenza dei Romani avvenuta nel 410.

## Capitale della Britannia?
La costruzione ellittica è solo una delle molte differenze tra Deva e gli altri forti romani: Deva supera di almeno 5 ettari le maggiori fortezze della Britannia dell'epoca, comprese le più grandi come Eburacum e Caerleon, e inoltre le sue mura non erano realizzate in muratura e calcestruzzo, ma con robusti blocchi di arenaria, molto più difficile da lavorare e da spostare, e riservati solitamente alle cinte di città molto importanti. Tutti questi elementi sembrano suggerire che Deva dovesse essere sede di un governatore provinciale; le tubature dell'edificio ellittico presentano il nome di Gneo Giulio Agricola, l'unica testimonianza archeologica di un edificio britannico sotto il suo possesso. Tutto ciò può dimostrare che Deva fu il quartier generale di Agricola, e dunque la sede del primo governo provinciale della Britannia.
Un altro indizio che avvalori questa tesi si può riscontrare nel porto: esso era uno dei punti migliori per imbarcarsi verso l'Irlanda, isola che Agricola progettò di conquistare. Inoltre, Deva era sufficientemente vicina al fronte settentrionale, in una buona posizione per gestire le legioni e governare la provincia, motivo per cui Vespasiano e Domiziano, attivi militarmente in Britannia, la ristrutturarono e potenziarono. Quando, all'epoca di Adriano, il consolidamento fu preferito alla conquista, Deva perse la sua importanza a favore di Londinium.

### Primaria
- Claudio Tolomeo, Geografia
- Publio Cornelio Tacito, Vita di Agricola

### Moderna
- (EN) Jabez Allies, On the Ancient British, Roman and Saxon Antiquities and Folk-lore of Worcestershire, Worcestershire, J. H. Parker, 1852.
- (EN) P. Carrington, Deva Victrix: Roman Chester Re-assessed, Chester, Chester Archaeological Society, 2002, ISBN 0-9507074-9-X.
- (EN) David J.P. Mason, Roman Chester: City of the Eagles, Stroud, Tempus Publishing Ltd, 2001, ISBN 0-7524-1922-6.
- (EN) Geoffrey of Monmouth, The History of the Kings of Britain, a cura di Lewis Thorpe, Chester, Penguin, 1966, ISBN 0-14-044170-0.
- (EN) N.B. Rankov e M.W.C. Hassall, R.S.O. Tomlin, Roman Britain in 1981, in Britannia, vol. 13, 1980.
- (EN) Thompson, Deva Roman Chester, Chester, Grosvenor Museum, 1959.
- (EN) Windle, Chester, Chester, S.R. editores, 1903, ISBN 0-85409-591-8.